# Ipomoea bracteosa
Ipomoea bracteosa är en vindeväxtart som beskrevs av François Gagnepain. Ipomoea bracteosa ingår i släktet praktvindor, och familjen vindeväxter. Inga underarter finns listade i Catalogue of Life.